# Amazon Route 53
Amazon Route 53，简称Route 53，是一个可伸缩、高可用的域名系统（DNS）服务。最初发布于2010年12月5日，
是亚马逊公司的雲端運算平台的一部分。其名称来源于TCP或UDP协议里的53号端口，即域名服务请求端口。